# California Highway Patrol
Pour les articles homonymes, voir CHP.
La California Highway Patrol ou CHP en français : « Patrouille d’autoroutes de Californie » est une agence américaine qui agit en tant que police d'État de la Californie. Elle a été à l'origine créée en 1929 comme police de la route pour assurer la sécurité routière en Californie mais a tout au long de son évolution assumé de nouvelles responsabilités. En date de 2008, elle fournit des services de sécurité, en protégeant des bâtiments gouvernementaux de l'État et des équipements, mais elle conduit également des enquêtes criminelles et aide les polices locales. C'est la plus grande agence de police d'État aux États-Unis avec environ 10 000 salariés, dont 6 800 sont des patrouilleurs et environ 4 000 employés civils.

## Missions

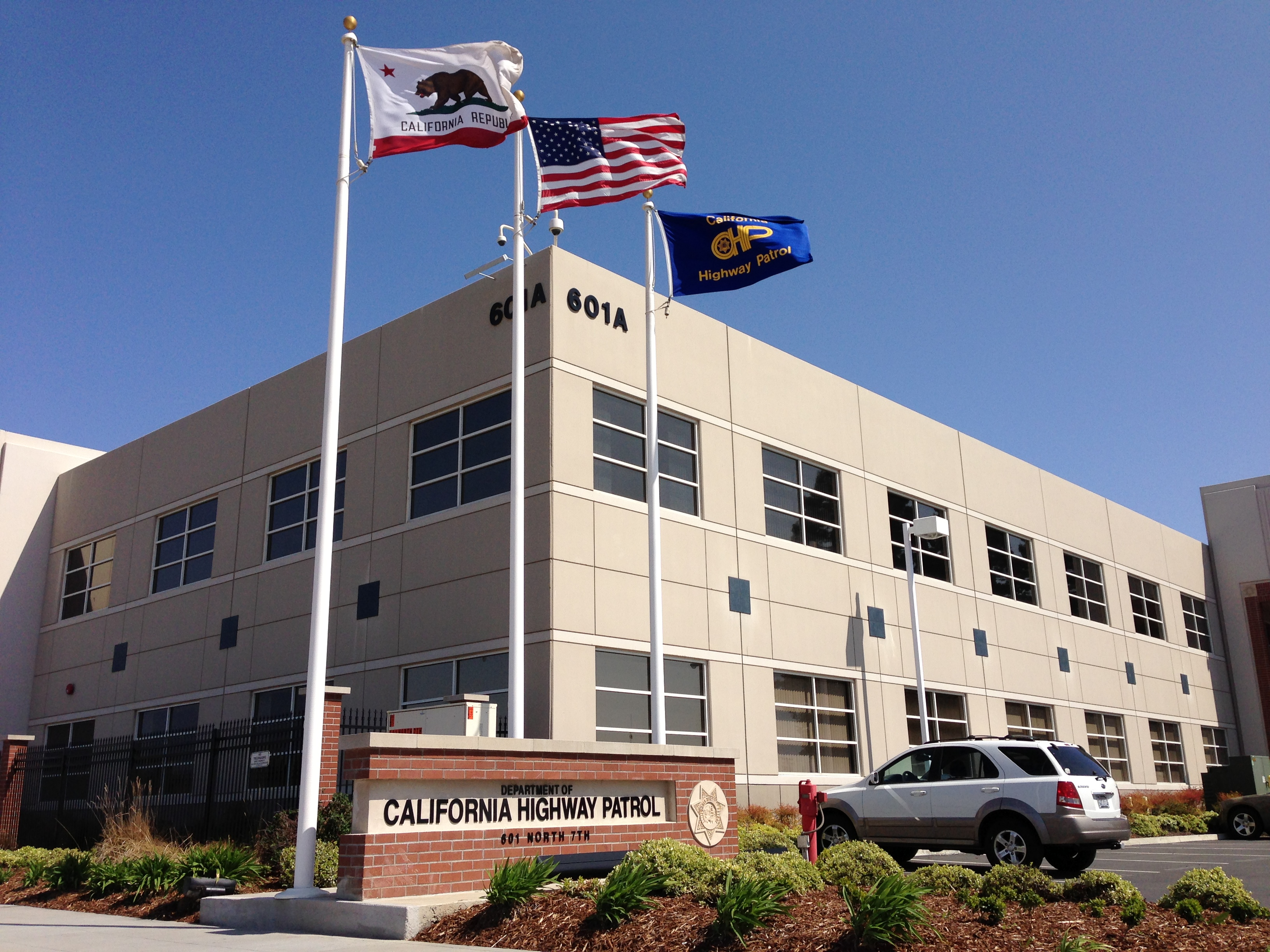
Quartier général de la CHP à Sacramento.

Sa juridiction s'étend sur tous les itinéraires de l'État de Californie, sur les routes et autoroutes américaines, ainsi que sur les routes et autoroutes inter-États. Les polices locales ou les départements des shérifs locaux ayant juridiction dans les villes pour lesquelles ils sont employés ont pour mission de faire respecter les lois sur la circulation routière de celles-ci. Cependant, la CHP est autorisée à y intervenir et à y poursuivre les contrevenants afin de mettre en application les réglementations californiennes au code de la route.
Les officiers de la CHP mettent en application le code de la route de Californie (notamment en ce qui concerne les excès de vitesse), poursuivent les fugitifs sur les routes et autoroutes, interviennent sur les accidents de la route, les débris, les animaux morts et d'autres obstacles qui pourraient nuire à la fluidité du trafic. Ils sont souvent les premiers sur les lieux d'un accident et ce sont eux qui, la plupart du temps, préviennent les secours, les dépanneuses et les personnels d'autoroutes (caltrans).
Leur armement individuel comprend un pistolet S&W MP40 (calibre .40),qui a remplacé le  S&W 4006 depuis 2017, un fusil de police Remington 870 (calibre 12) et une carabine de police  munie d'un canon de 41 cm et d'une crosse fixe Colt AR-15A2 Carbine (calibre .223) . Les Remington 870 et Colt AR-15A2 sont réservées aux officiers patrouillant en voiture.
Ils patrouillent dans différents véhicules incluant notamment, des Dodge Charger 2015 à 2020, des Ford Explorer de 2013 jusqu’à 2019, des Ford Crown Victoria actuellement toutes réformées, des Chevrolet Tahoe 2019 et 2020, des motos BMW R1150RT-P, des avions Cessna 206, et des hélicoptères regroupant le Bell OH-58 As, le Bell 206 L-IVs et le AS-350B-3 d'Eurocopter. La CHP dispose également de Dodge Charger Unmarked, afin de se confondre dans le trafic routier.

## Missions particulières

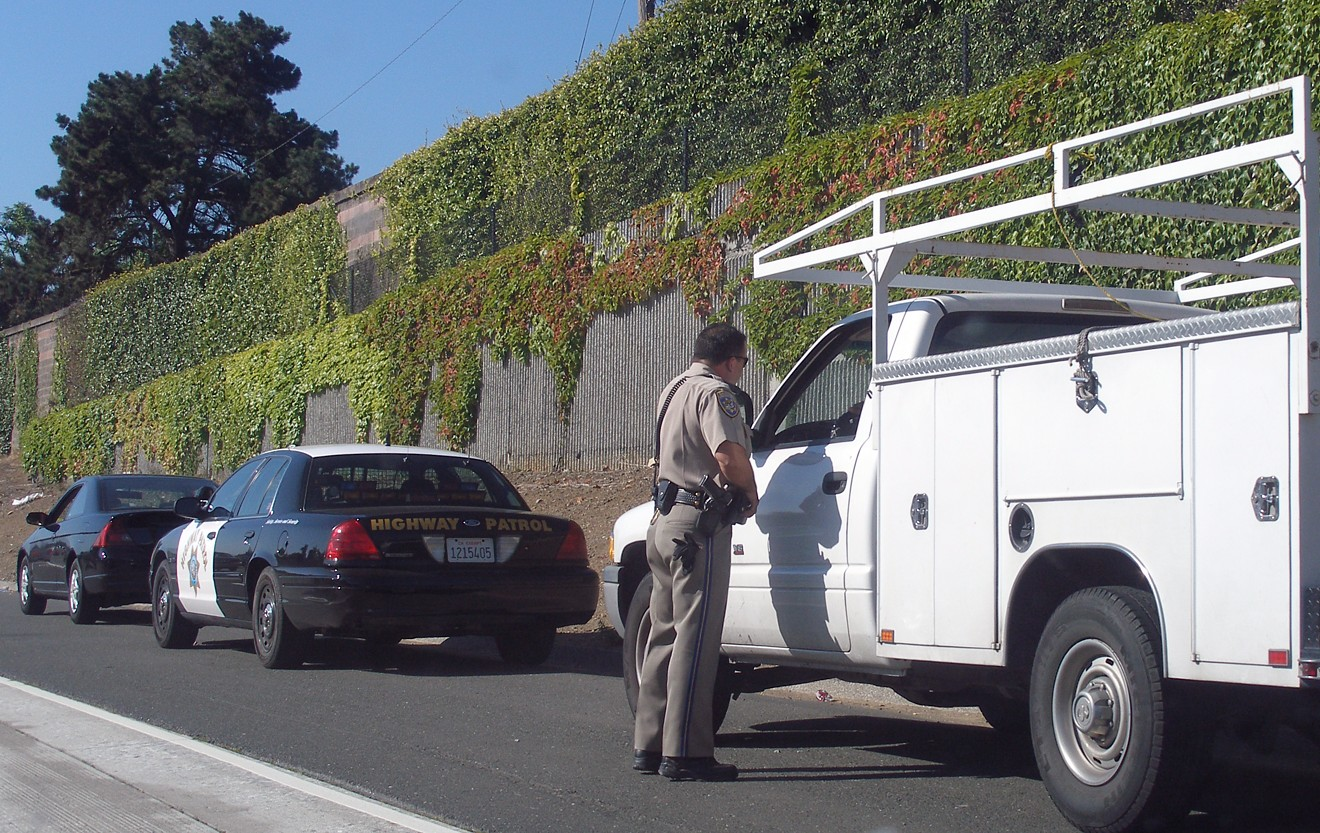
Un agent de la CHP en train de contrôler un véhicule.

La CHP publie des données statistiques sur les accidents de la route en Californie grâce à la base de données SWITRS (Statewide Integrated Traffic Records System).
Après les attentats du 11 septembre 2001, la CHP s'est vu attribuer la responsabilité de garantir la sécurité sur un certain nombre de sites pouvant être visés par les terroristes dans l'État de Californie. Ces sites incluent le Golden Gate, les centrales nucléaires, les bâtiments gouvernementaux et certaines infrastructures majeures. Elle dispose aussi 24 heures sur 24 d'une équipe SWAT afin de répondre à n'importe quelle activité terroriste.
En septembre 2005, la CHP a envoyé des ressources sur la côte est américaine pour aider les sinistrés après le passage de l'ouragan Katrina. Avant que la Garde nationale n'arrive, la CHP avait quatre hélicoptères de patrouille à La Nouvelle-Orléans, plus de quarante véhicules sur le terrain et plus de 200 officiers et autres personnels, y compris une équipe de SWAT, déployée dans La Nouvelle-Orléans pour éviter les pillages.
La protection rapprochée du gouverneur de Californie fait partie des responsabilités de la CHP.

## Organisation
La CHP est dirigée par un commissaire (Commissioner), qui est nommé par le gouverneur de Californie. Le commissaire en second (Deputy Commissioner) est également nommé par le gouverneur, alors que les commissaires adjoints (Assistant Commissioner) sont nommés par le commissaire lui-même. 
Le commissaire dépend du Secrétaire aux Affaires, aux Transports et à l'Habitat, de la branche exécutive du gouvernement de l'État de Californie.
En 2023, le gouverneur Gavin Newsom a nommé Sean Duryee comme commissaire de la CHP, succédant ainsi à Amanda Ray.
Les autres responsables et divisions du CHP sont : 
- Commissaire en second (Deputy Commissioner of the Highway Patrol)
  - Bureau des Affaires internes (Office of Internal Affairs)
  - Bureau des ressources humaines (Office of Employee Relations)
  - Bureau du Représentant spécial (Office of the Special Representative)
  - Bureau des relations presse (Office of Media Relations)
- Commissaire adjoint, opérations de terrain (Assistant Commissioner, Field Operations)
  - Division du Nord (Northern Division)
  - Division de la vallée (Valley Division)
  - Division du Golden Gate (Golden Gate Division)
  - Division du Centre (Central Division)
  - Division du Sud (Southern Division)
  - Division de la Frontière (Border Division)
  - Division côtière (Coastal Division)
  - Division de l'Intérieur (Inland Division)
  - Division des services de protection (Protective Services Division)
  - Bureau des opérations aériennes (Office of Air Operations)
  - Centre d'entrainement d'État à la menace terroriste (State Terrorism Threat Assessment Center)
- Commissaire adjoint, chargé du personnel (Assistant Commissioner, Staff Operations)
  - Division des services administratifs (Administrative Services Division)
  - Division de l'entrainement départemental (Departmental Training Division)
  - Division de la gestion de l'information (Information Management Division)
  - Division des services de police (Enforcement Services Division)
  - Division de gestion du personnel (Personnel Management Division)
  - Division de la planification et de l'analyse (Planning & Analysis Division)

La CHP a une unité appelée Unité de liaison avec le Mexique (Mexico Liaison Unit), qui comprend six officiers et un sergent. Elle fait partie de la  Division de la Frontière (Border Division). Le but de cette unité est de travailler avec les autorités mexicaines pour localiser et récupérer au Mexique des véhicules américains volés, d'identifier les voleurs, de s'assurer de leur jugement en Californie ou au Mexique et de fournir de l'aide aux autorités mexicaines. La CHP, cependant, n'a aucune juridiction au Mexique.

## Traditions et uniforme

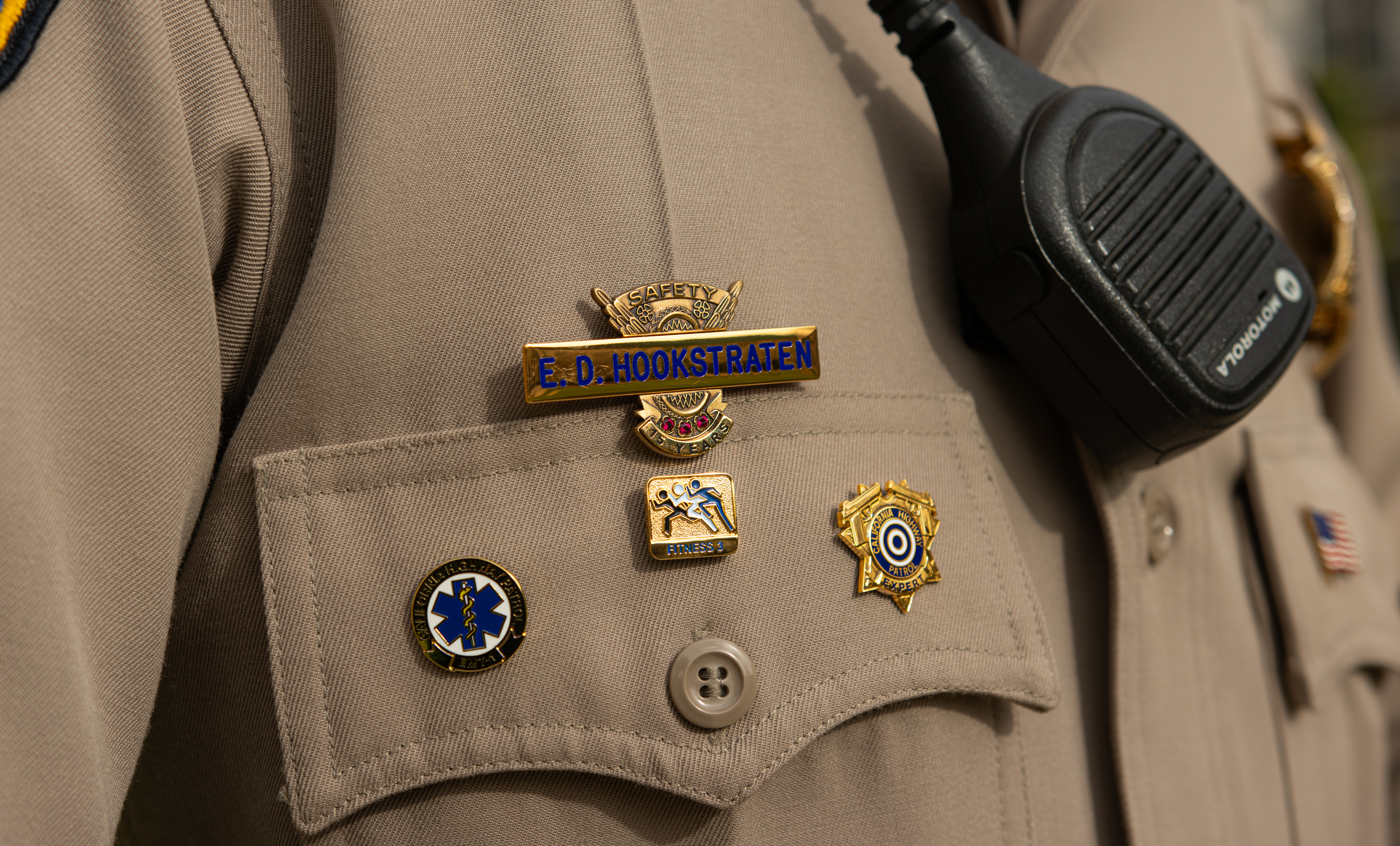
Détail des pin's de la California Highway Patrol : à gauche le pin's du niveau de formation de l'agent aux gestes qui sauvent, au milieu, le niveau de sport de l'agent et a droite la note de tir de l'agent. Photo : Trevor J.

Les uniformes de la CHP sont traditionnellement beiges avec un chapeau quatre-bosses appelé campaign hat, en français chapeau de campagne. Certaines parties de l'uniforme changent en fonction du grade, comme par exemple la corde du campaign hat ou l'ajout de chevron sur les manches pour le grade de sergeant. A partir du grade de lieutenant des pin's correpondants au grade apparaissent sur le col de la chemise. 
Etant donné que le campaign hat de la CHP possède des caractéristiques spéciales tel que la couleur bleu roi, la CHP possède un contrat avec le fabricant Stratton Hats situé à Bellwood dans l'Illinois pour la fabrication de leur campaign hat. La CHP utilise le campaign hat depuis 1995, 
Il y a une bande sur le pantalon qui est bleue et or. La tenue de cérémonie inclut une veste verte et une cravate bleue (les officiers à motocyclette portent un nœud papillon). Il existe également des uniformes pour les pilotes d'aéronefs, les intempéries et le froid.
Le badge de la CHP comporte sept branches représentant les sept valeurs de la CHP.

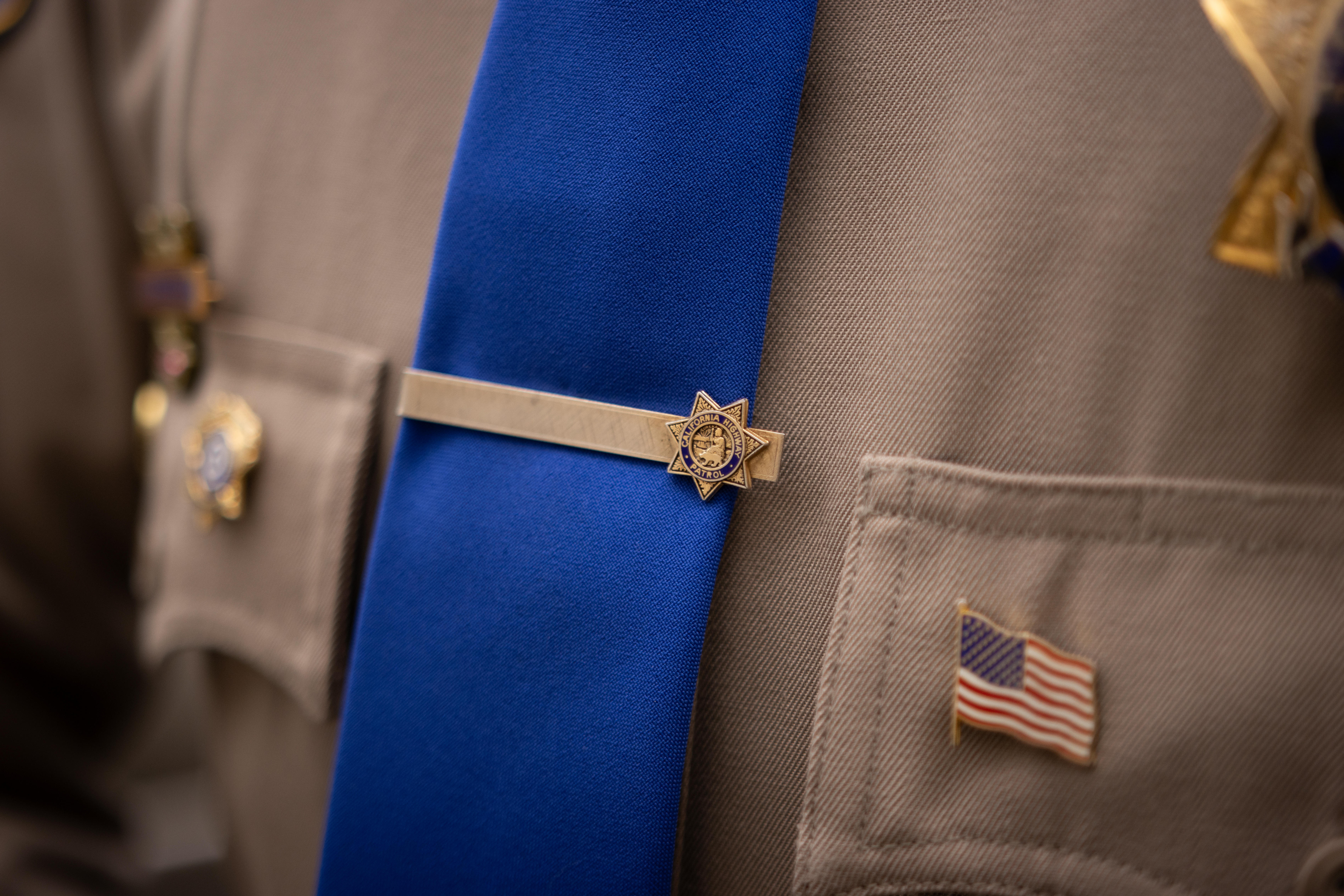
Cravate Bleu roi de la California Highway Patrol avec une pince a cravate.Photo : Trevor J.

Les véhicules de patrouille sont, selon la loi d'État, peints en noir, les portes et le toit blancs, avec une réplique de l'insigne de la CHP sur les côtés et les mots HIGHWAY PATROL à l'arrière.

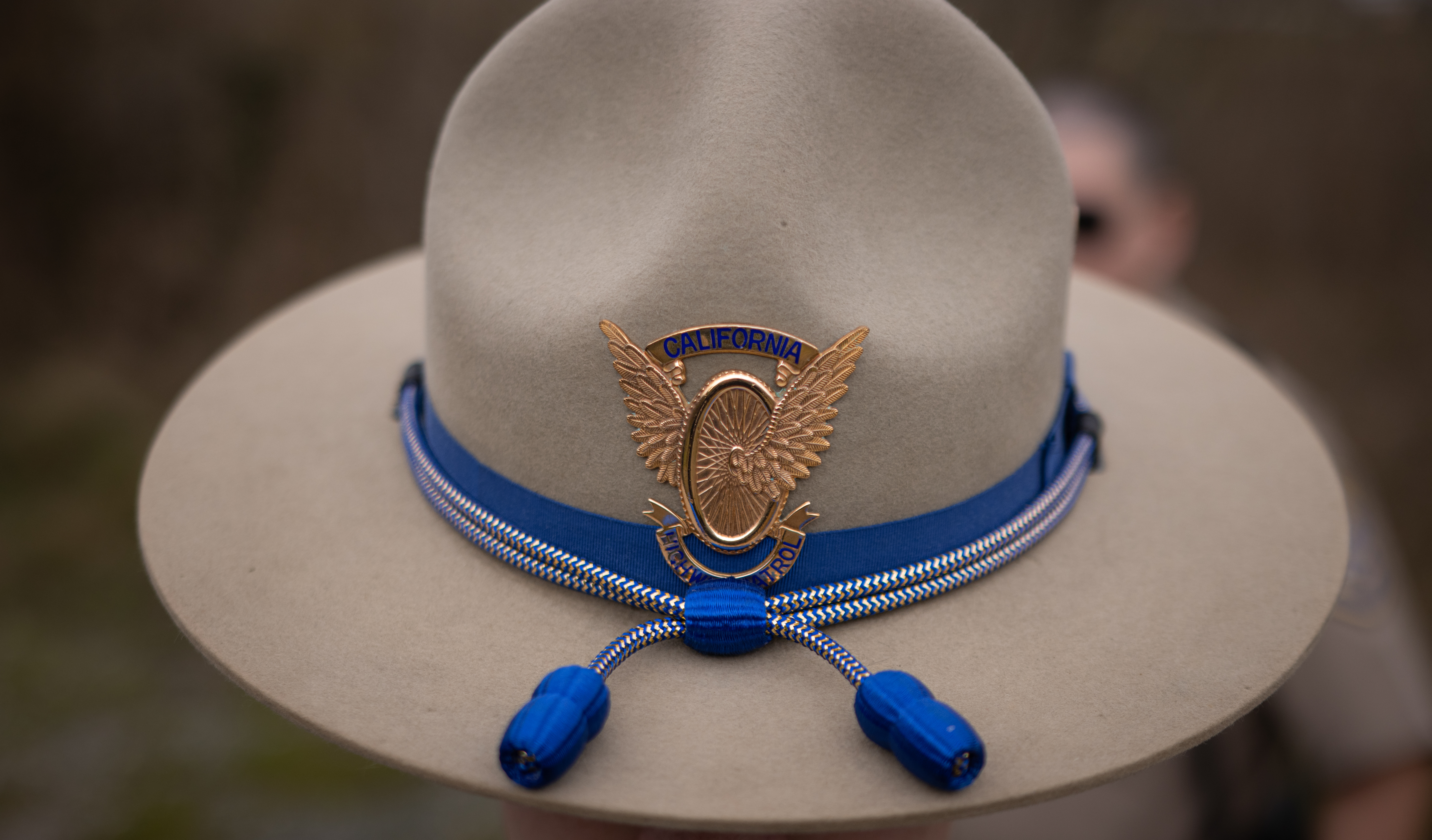
Campaign hat d'un sergeant de la CHP, reconnaissable a la couleur de la corde or et bleu roi, pour le grade d'officer, la corde est entièrement bleu roi.

## Grades
| Désignation            | Insigne |
| ---------------------- | ------- |
| Commissioner           | OU      |
| Deputy Commissioner    |         |
| Assistant Commissioner |         |
| Chief                  |         |
| Assistant Chief        |         |
| Captain                |         |
| Lieutenant             |         |
| Sergeant               |         |
| Officer                |         |
| Cadet                  |         |

## Officiers tués en service
Depuis sa création en 1929, 213 officiers de la CHP ont été tués en service. Les trois causes les plus communes de décès sont (dans l'ordre) : accidents d'automobile/moto, tirs et collisions par des automobiles (conducteur ivre, conduite dangereuse). L'année 1964 a été la plus mortelle, avec 8 officiers tués en service.

## Dans la fiction
- Des policiers de la CHP apparaissent dans le film Le Destin est au tournant (Drive a Crooked Road) de Richard Quine & Jack Corrick (1954).
- Dans le film Psychose (1960) d'Hitchcock, un policier de la CHP est longuement présent.
- Dans le film Appelez-moi Monsieur Tibbs (1970), la CHP aide la police de San Francisco à organiser un barrage, puis poursuit un criminel présumé.
- Dans L'Agence tous risques, saison 1, épisode 10 (Bataille rangée), la petite bande maquille une voiture en voiture de la CHP et emprunte des uniformes pour s'emparer d'un camion par ruse.
- La CHP a été connue en France grâce à la diffusion de la série télévisée Chips dans les années 1980, sur Antenne 2, La Cinq, TF1 puis sur 13ème Rue.
- Dans Las Vegas Parano, un agent de la CHP, sous le nom de P.A.C. (Patrouille Autoroutière de Californie), contrôle le personnage principal.
- Dans le film San Andreas, on peut voir des officiers de la CHP qui aident à l’évacuation des victimes du séisme.